# Teitur Þórðarson
Teitur Þórðarson (Akranes, 14 gennaio 1952) è un allenatore di calcio ed ex calciatore islandese, di ruolo attaccante.

## Biografia
È il fratello maggiore di Ólafur Þórðarson.

## Carriera

### Giocatore

#### Club
Þórðarson cominciò la carriera con la maglia dell'Akranes. Vinse tre titoli nazionali con questa maglia e si laureò capocannoniere del campionato 1974, con 9 reti all'attivo. Passò successivamente agli svedesi dello Jönköping e, poco dopo, ai connazionali dell'Öster. Arrivarono altre due affermazioni in campionato, con questa squadra. Terminata quest'esperienza, firmò per i francesi del Lens, per cui siglò 19 reti nel campionato 1981-1982. Successivamente, militò nelle file del Cannes e in quelle degli svizzeri dell'Yverdon. Chiuse la carriera in Svezia, giocando prima all'Öster e poi allo Skövde AIK.

#### Nazionale
Tra il 1972 e il 1985, Þórðarson collezionò 41 presenze e 9 reti per l'Islanda.

### Allenatore
Þórðarson iniziò la propria carriera da allenatore allo Skövde AIK. Successivamente guidò i norvegesi del Brann. Portò il club fino alla finale di Coppa di Norvegia 1988, dove fu però sconfitto dal Rosenborg. Fu poi tecnico del Lyn Oslo, del Grei e del Lillestrøm. Ricoprì poi l'incarico di commissario tecnico dell'Estonia e, contemporaneamente, fu allenatore del Flora Tallinn. Con il Flora, vinse due campionati, un'edizione della coppa nazionale e una della Supercoppa. I suoi sforzi come selezionatore della Nazionale, invece, furono premiati con dal presidente dell'Estonia Lennart Meri, che gli conferì il titolo di Cavaliere di IV Classe dell'Ordine della Croce della Terra Mariana.
Terminate queste esperienze, fece ritorno in Norvegia: prima ancora al Brann, poi nuovamente al Lyn Oslo e all'Ullensaker/Kisa. Dal 2006 al 2007 guidò il KR Reykjavík. Dal 2008 al 2011, invece, fu l'allenatore dei Whitecaps, prima nella United Soccer Leagues (USL) e poi nella Major League Soccer (MLS). Il 30 maggio 2011, fu esonerato dall'incarico.
Il 12 aprile 2013 diventò allenatore del Fu/Vo. Il 20 marzo 2014, venne nominato nuovo allenatore del Drøbak/Frogn, a cui si legò con un contratto biennale.

## Palmarès

### Giocatore

#### Club

##### Competizioni nazionali
- Campionato islandese: 3

ÍA Akranes: 1970, 1974, 1975
- Campionato svedese: 2

Öster: 1978, 1980

#### Individuale
- Capocannoniere del campionato islandese: 1

1974 (9 gol)

### Allenatore

#### Competizioni nazionali
- Campionato estone: 2

Flora Tallinn: 1997-1998, 1998
- Coppa d'Estonia: 1

Flora Tallinn: 1997-1998
- Supercoppa d'Estonia: 1

Flora Tallinn: 1998